# R. C. Pitts
Robert C. Pitts (Pontotoc (Mississippi), 23 de junho de 1919 - Baton Rouge, 29 de outubro de 2011) foi um basquetebolista estadunidense que integrou a Seleção Estadunidense que conquistou a Medalha de Ouro disputada nos XIV Jogos Olímpicos de Verão em 1948 realizados em Londres no Reino Unido.

## Biografia
Robert Pitts graduou-se na Universidade do Arkansas em 1942 onde jogou futebol americano e basquetebol, mas foi quando jogava no Philips 66ers  que chegou à Seleção Estadunidense para disputar os Jogos Olímpicos em Londres 1948.  Na Temporada 1942 foi selecionado para o "All-Southwest Conference" e em 1948 foi selecionado para o "AAU All-America" e mais tarde foi incluído no "University of Arkansas Hall of Fame".
Durante a Segunda Guerra Mundial serviu nas Forças Armadas dos Estados Unidos com o Corpo Aéreo do Exército dos Estados Unidos, o qual mais tarde se tornou a Força Aérea dos Estados Unidos, com a patente de Segundo Tenente  no 68º Esquadrão de Bomba e no 44º Grupo Bomba, lutando em 22 missões com sua equipe. Foi condecorado com medalhas de honra em batalha.
Robert Pitts trabalhou durante 20 anos na Philips Oil, jogando ao mesmo tempo com o Philips 66ers conquistando 3 títulos da liga.
Em 1967 mudou-se para Baton Rouge para começar sua empresa de caminhão tanque chamada Groendick Transports,  mais tarde chamada de R&P Trucking.